# The Suicide
The Suicide je americký krátkometrážní film, který natočil v roce 2006 režisér Jeff Markey na motivy povídky Sebevražda amerického spisovatele Charlese Bukowského. Film se natáčel v Los Angeles, dlouhodobém působišti spisovatele.

## Děj
Marvin Denning přemýšlí nad sebevraždou. Na mostě vystoupí z auta a stoupne si na římsu. Míjející řidiči na něj pokřikují, ať skočí. Marvin stojí a dívá se dolů. U jeho auta zastaví policejní vůz. Policisté ho legitimují a chtějí vědět, co má v úmyslu. Marvin se vymluví na problém s autem. Strážci zákona mu řeknou, že do něj strčí, ať se pokusí nastartovat. Marvin to udělá a odjíždí, hlídkový vůz je mu v patách.

Zastaví u restaurace. Policisté jej ještě upozorní, ať si nechá prohlédnout auto v servisu.
Marvin jde dovnitř. Sedne si k pultu, objedná si víno a baví se se servírkou Dianou. Diana mu nabízí něco k jídlu, ale Marvin odmítá.
Dovnitř vtrhnou dva maskovaní lupiči. Nešetří vulgaritami a vyberou pokladnu. Jeden z nich hlídá a druhý obchází stoly s plátěným pytlem, kam mu návštěvníci restaurace házejí peněženky, hodinky, šperky a další cennosti.

Dojde k Marvinovi a oboří se na něj. Marvin mu sdělí, že se rozhodl si peněženku ponechat. Provokuje jej ke střelbě. Lupič jej udeří pažbou pistole, Marvin spadne z barové stoličky na zem, zvedne se a uštědří mu silný kopanec. Lupič naslepo vystřelí, kulka Denninga mine a rozbije skleničku na baru. Oba zloději prchají i se svým lupem.
V restauraci se hosté pomalu vzpamatovávají z nepříjemné události, zatímco Marvin si objednává krvavý biftek s hranolky. Diana si všimne jeho krvavého zranění na hlavě a podává mu utěrku. 

Přijíždí policie, je to tatáž hlídka, která Marvina legitimovala na mostě. Policisté jsou podezřívaví, něco se jim na Marvinovi nelíbí. Diana se jej zastává.

Pozve jej po směně k sobě domů s tím, že mu uvaří něco lepšího. Svěří se mu, že měla velký strach o svůj život a že je ještě panna. Marvin pozvání neodmítne.

Dojde na sex, po němž Diana Marvinovi řekne, že jej miluje. Poté, co si odskočí do vedlejší místnosti se Marvin oblékne a chystá se vypadnout. Vábí ho most. Diana se ho ptá, jestli se ještě spolu uvidí. Marvin odpoví záporně, což Dianu raní natolik, že se rozpláče. Marvin odchází, ale po chvíli si to rozmyslí a vrací se...

## Obsazení
| Jeff Markey         | Marvin Denning           |
| Kinna McInroe       | Diana                    |
| Jeff Marchelletta   | policista Notolli        |
| Chase Kim           | policista Kim            |
| Ricardo Mamood-Vega | lupič s oranžovou maskou |
| Hardia Madden       | lupič s modrou maskou    |
| Dan Gilvary         | vedoucí restaurace       |
| Bonnie Kostecka     | žena v restauraci        |

## Zajímavosti
- Ve stopáži 04:40 - v pasáži, kdy Marvin sedí na stoličce v restauraci - je vložen snímek Marvina stojícího na římse mostu, jak nahlíží do hloubky pod sebou. Jde o informaci na způsob podprahového signálu, která sděluje, že Marvin stále přemýšlí o skoku z mostu.

## Citát z filmu
"Hej, sráči, kde je tvoje peněženka?" (lupič)

"Rozhodl jsem se, že si ji nechám." (Marvin)

"Jsi jen hromada sraček!" (lupič)

"Samozřejmě, že jsem." (Marvin)

"OK, kurvo, chtěls to, máš to mít..." (lupič)